# Mario Maiocchi
Mario Maiocchi (* 27. April 1913 in Mailand; † 18. Juli 1996 in Rapallo) war ein italienischer Eishockeyspieler.

## Karriere
Mario Maiocchi nahm für die italienische Eishockeynationalmannschaft an den Olympischen Winterspielen 1936 in Garmisch-Partenkirchen teil. Auf Vereinsebene spielte er für den HC Diavoli Rossoneri Milano, mit dem er in den Jahren 1935 und 1936 jeweils den italienischen Meistertitel gewann.

## Erfolge und Auszeichnungen
- 1935 Italienischer Meister mit dem HC Diavoli Rossoneri Milano
- 1936 Italienischer Meister mit dem HC Diavoli Rossoneri Milano